# Мур, Джордж Эдвард
Джордж Эдвард Мур (англ. George Edward Moore; 4 ноября, 1873, Лондон, Англия, Великобритания — 24 октября, 1958, Кембридж, Англия, Великобритания) — английский философ, родоначальник аналитической традиции в философии (вместе с Людвигом Витгенштейном и Бертраном Расселом). Выступил с обоснованием неореализма («Опровержение идеализма», 1903); разработал метод логического анализа.

## Жизнь
Мур родился в Верхнем Норвуде, Кройдон, Большой Лондон, 4 ноября 1873 года в семье доктора Даниэля Мура и Генриетты Стердж. Старший брат Томас был поэтом, писателем и гравером. Также в семье было ещё пятеро детей.
Учился в Далическом колледже, а в 1892 году поступил в Тринити-колледж в Кембридже, чтобы изучать классику и моральные науки. Он стал членом «Троицы» в 1898 году и продолжал занимать кафедру психической философии и логики в Кембриджском университете с 1925 по 1939 год. Возглавлял «Общество Аристотеля» (англ. «The Aristotelian Society») в 1918-19. В 1921-44 редактор главного британского журнала по философии Mind. Учился у него Казимир Леви - которого впоследствии Мур выберет своим литературным душеприказчиком.
Мур сегодня наиболее известен своей защитой этического ненатурализма, акцентом на здравый смысл в философском методе и парадоксом, носящим его имя. Он вызывал восхищение и влияние среди других философов, а также группы Блумсбери, но (в отличие от своего коллеги Рассела) сегодня в основном неизвестен за пределами академической философии. Эссе Мура известны их ясным, осмотрительным стилем письма и его методическим, терпеливым подходом к философским проблемам. Он критиковал современную философию за отсутствие прогресса, который, по его мнению, резко контрастировал с драматическим прогрессом в естествознании со времен Ренессанса. Среди наиболее известных работ Мура являются его книга «Principia Ethica» и очерки: «Опровержение идеализма» (англ. «The Refutation of Idealism»), «В защиту здравого смысла» (англ. «A Defence of Common Sense») и «Доказательство внешнего мира» (англ. «A Proof of the External World»). Как отмечают, Мур и Витгенштейн пользовались чрезвычайным взаимным уважением друг у друга.
Джордж Мур умер 24 октября 1958 года; он был кремирован в Кембриджском крематории 28 октября 1958 года, и его прах был похоронен в приходе Вознесенского могильника в Кембридже; его жена Дороти Эли (1892—1977) была похоронена там. У них было два сына: поэт Николас Мур и композитор Тимоти Мур.

## Философия

### Логический анализ
В духе неореализма Мур говорил о независимом от сознания существовании понятий. Понятие постигается интуитивно и вступает в отношения с мыслью. Суждение конструируется из понятий. Относительно суждений существования Мур придерживался точки зрения, согласно которой их отличие от иных суждений лишь в наличии понятия существования. Факт имеет форму суждения, поэтому ссылка на факт не обладает доказательной силой. Бытие мира есть бытие понятий — так кратко можно суммировать онтологию Мура.
Позднее его точка зрения на природу факта и суждения претерпевает изменения. Выступая против субъективного идеализма, Мур обращает острие критики на известный берклианский принцип «esse est percipi», доказывая его логическую несостоятельность (связка «est» на самом деле является логически неправомерной), чего должно быть достаточно для демонстрации несостоятельности всех прочих построений. Этот анализ побуждает Мура обратиться к рассмотрению того, чем является ощущение. Вопрос о различии между материальным объектом и ощущением решался им различно (от «Опровержения идеализма» к работе «Несколько суждений о восприятии»). В итоге существование материального мира вполне в духе англоязычной философской традиции увязывается со здравым смыслом («Защита здравого смысла»), значимость которого определяется его всеобщностью. В отличие от картезианского подхода, Мур указывает не на индивидуальную достоверность существования «Я», а на всеобщее убеждение людей в реальном бытии своих тел. Всеобщность делает несостоятельной критику («Доказательство внешнего мира»). При этом последовательный философский анализ здравого смысла Мур признает ещё неосуществленной задачей.

### Этика
В этике стоял на позициях интуитивизма. В фундаментальном труде «Principia Ethica» («Основания этики», «Принципы этики» — латинское название отражает традицию создания «неосредневековых» заглавий) отстаивал концепцию автономной этики, которая не может быть обоснована за счет какой-либо иной реальности, включая и религию. Данная работа является одной из крупнейших, посвященных проблемам метаэтики. Рассмотрение этики покоится на анализе её языка, что связывает этическую теорию Мура со всей системой его взглядов. Он различает «добро как таковое» и «добро как средство». Первое является понятием, неопределимо и, как все понятия, постигается интуитивно. Попытки его определения и выведения этики из внеэтических явлений Мур обозначил как «натуралистическую ошибку». «Добро как средство» подразумевает помимо постижения «добра как такового» анализ связи поступков и порождаемых ими результатов. Этически правильное тождественно максимально полезному, этические предписания подразумевают, что некие действия принесут пользу. Совершенство поступка (как и его обязательность) определяются объёмом и универсальностью достигаемого добра. В области этической аксиологии Мур определяет содержание ценности как определенное состояние сознания. В наибольшей степени ценностно насыщенными являются коммуникативное удовольствие и эстетическое наслаждение. Концепция этики Мура остается одной из наиболее фундаментальных для XX в., при том, что она сохраняет этику как самостоятельную структурированную область философского знания.

## Сочинения
- Мур Дж. Э. Принципы этики / Пер. с англ. Коноваловой Л. В. — Москва: Прогресс, 1984. — 326 с.
- В защиту здравого смысла. 1925.
- Мур Дж. Опровержение идеализма // Историко-философский ежегодник = The Refutation of Idealism / Перевод и предисловие к публикации И. В. Борисовой. — М.: Наука, 1987. — С. 242—265. — 7900 экз. — ISBN 5-02-008013-6.
- Мур Д. Э. Доказательство внешнего мира // Аналитическая философия: Избранные тексты / Сост., вступит. ст. и коммент. А. Ф. Грязнова. — М.: Изд-во МГУ, 1993. — С. 66—84. — 181 с. — 10 000 экз. — ISBN 5-211-02147-9.
- Мур Дж. Э. Природа моральной философии [и другие произведения[16]] / Предисл. А. Ф. Грязнова и Л. В. Коноваловой; Пер. с англ., сост. и прим. Л. В. Коноваловой. — М.: Республика, 1999. — 351 с. — (Биб-ка этической мысли). — 5000 экз. — ISBN 5-250-02722-9.